# Хана Сегал
Хана Сегал (на английски: Hanna Segal) е британски психоаналитик, психиатър и учител.

## Биография
Родена е на 20 август 1918 година в Лодз, Полша, в еврейско семейство от средната класа. Младежките си години прекарва във Варшава. Получава образованието си във Факултета по медицина към Медицинския университет на Варшава. Ангажирана е в дейността на младежката организация на полската социалистическа партия.
Втората световна война я заварва на почивка във Франция. След като Германия нахлува във Франция, тя бяга във Великобритания. Там продължава медицинското си образование в Единбург. Започва обучителна анализа с Дейвид Матюс, който е свързан с Мелани Клайн. След това продължава същата анализа с Клайн. През 1945 г. отваря своя собствена практика и от 1949 е член на Британското психоаналитично общество.
Умира на 5 юли 2011 година в Лондон на 92-годишна възраст.